# حالت هواپیما (فیلم ۲۰۲۰)
حالت هواپیما (پرتغالی: Modo Avião) یک فیلم در ژانر کمدی محصول کشور برزیل است. از جمله بازیگران آن می‌توان به ارازمو کارلوس اشاره کرد. این فیلم در ۲۳ ژانویه ۲۰۲۰ توسط نتفلیکس منتشر شد.